# موریس سیکس ام‌اس
موریس سیکس ام‌اس (Morris Six MS) خودرویی است که در سال‌های ۱۹۴۸ تا ۱۹۵۳  تولید شده‌است. طراحی آن خودروهای موتور جلو-محور عقب بوده طول آن در حالت طبیعی ۱۷۷ اینچ (۴٬۵۰۰ میلیمتر)، عرض آن در حالت طبیعی ۶۵ اینچ (۱٬۷۰۰ میلیمتر) و ارتفاع آن در حالت طبیعی ۶۳ اینچ (۱٬۶۰۰ میلیمتر) است.
موتور آن ۲۲۱۵ سی‌سی سیستم جعبه‌دندهٔ آن به صورت دستی است.

## نگارخانه

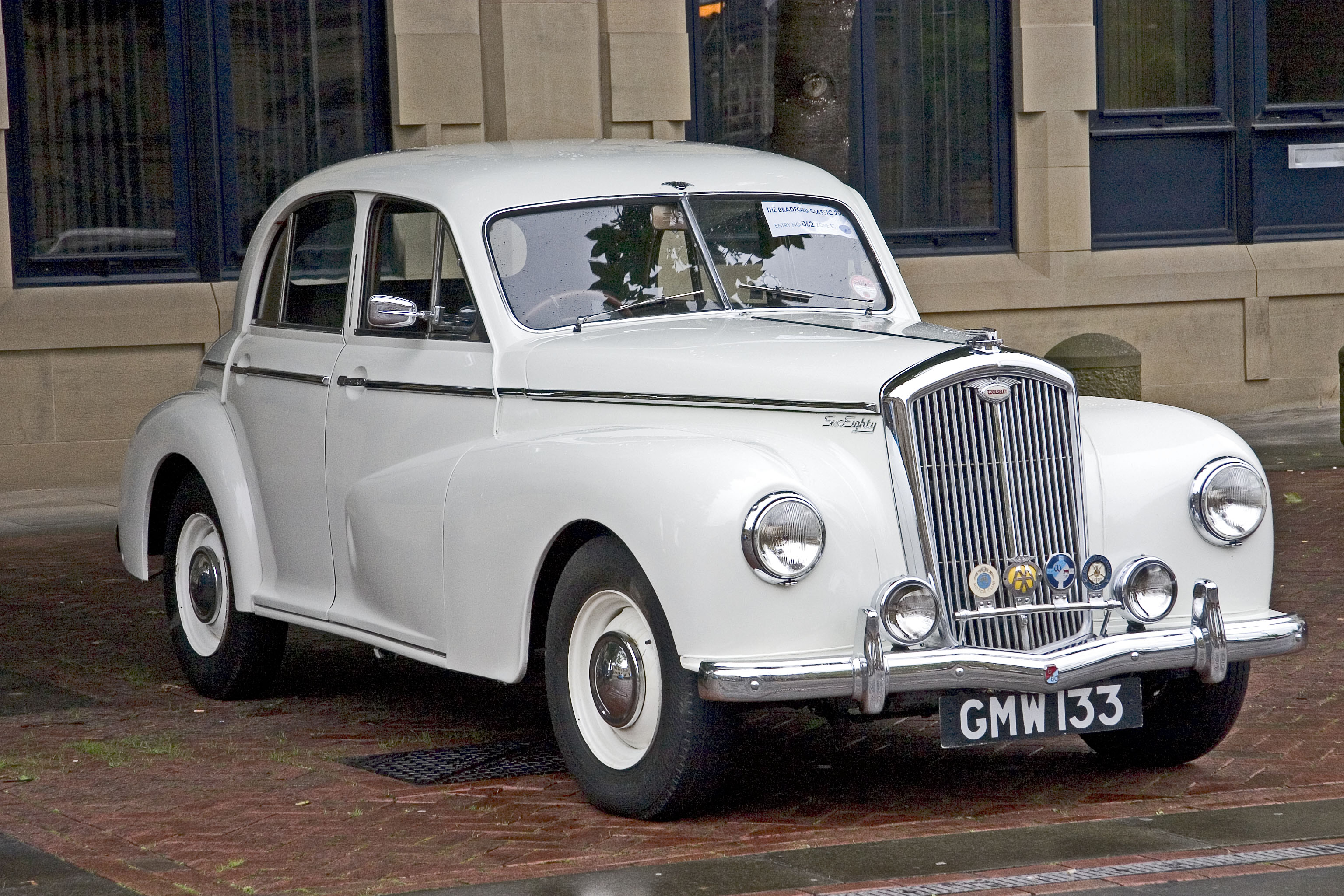
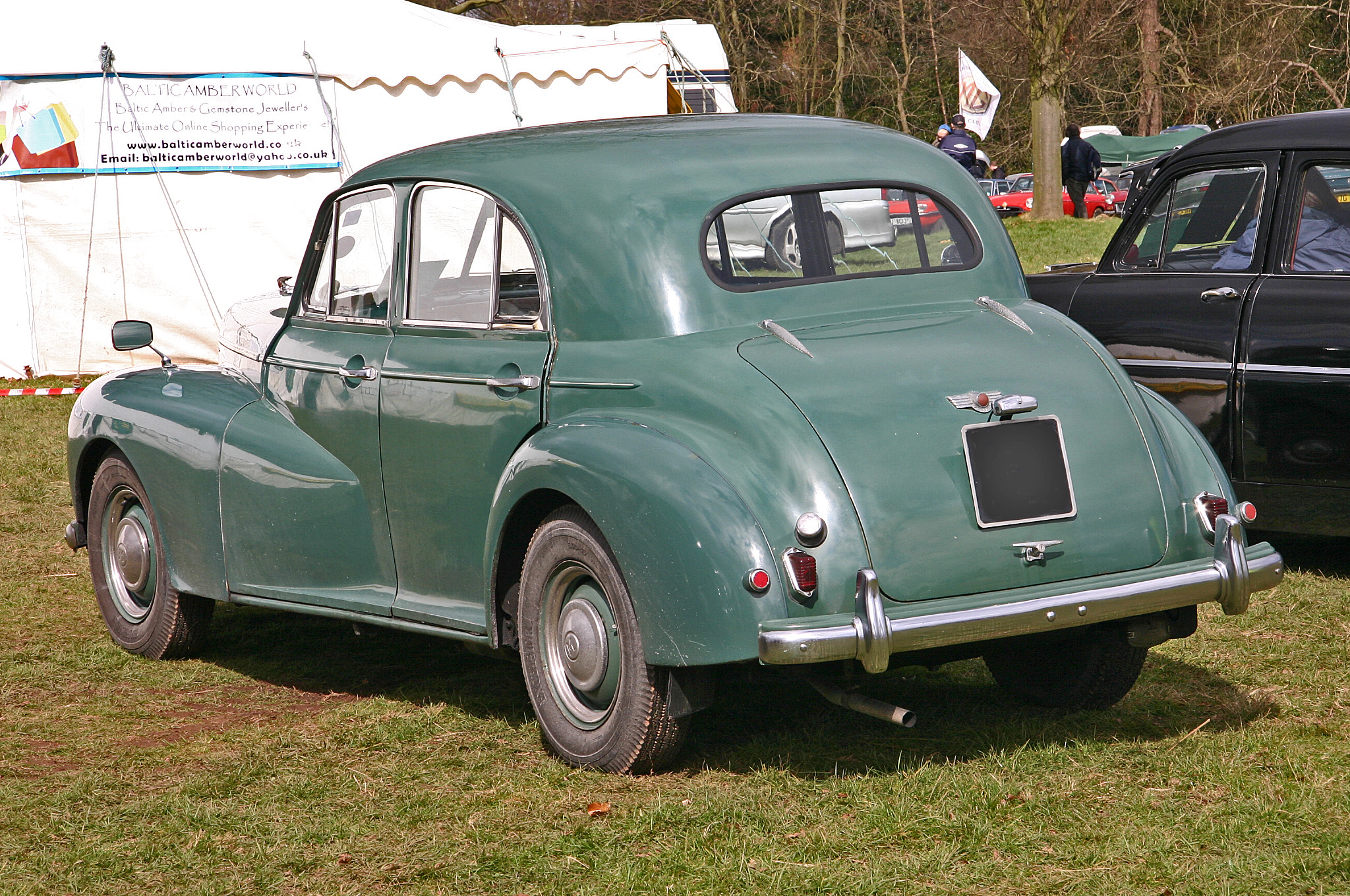
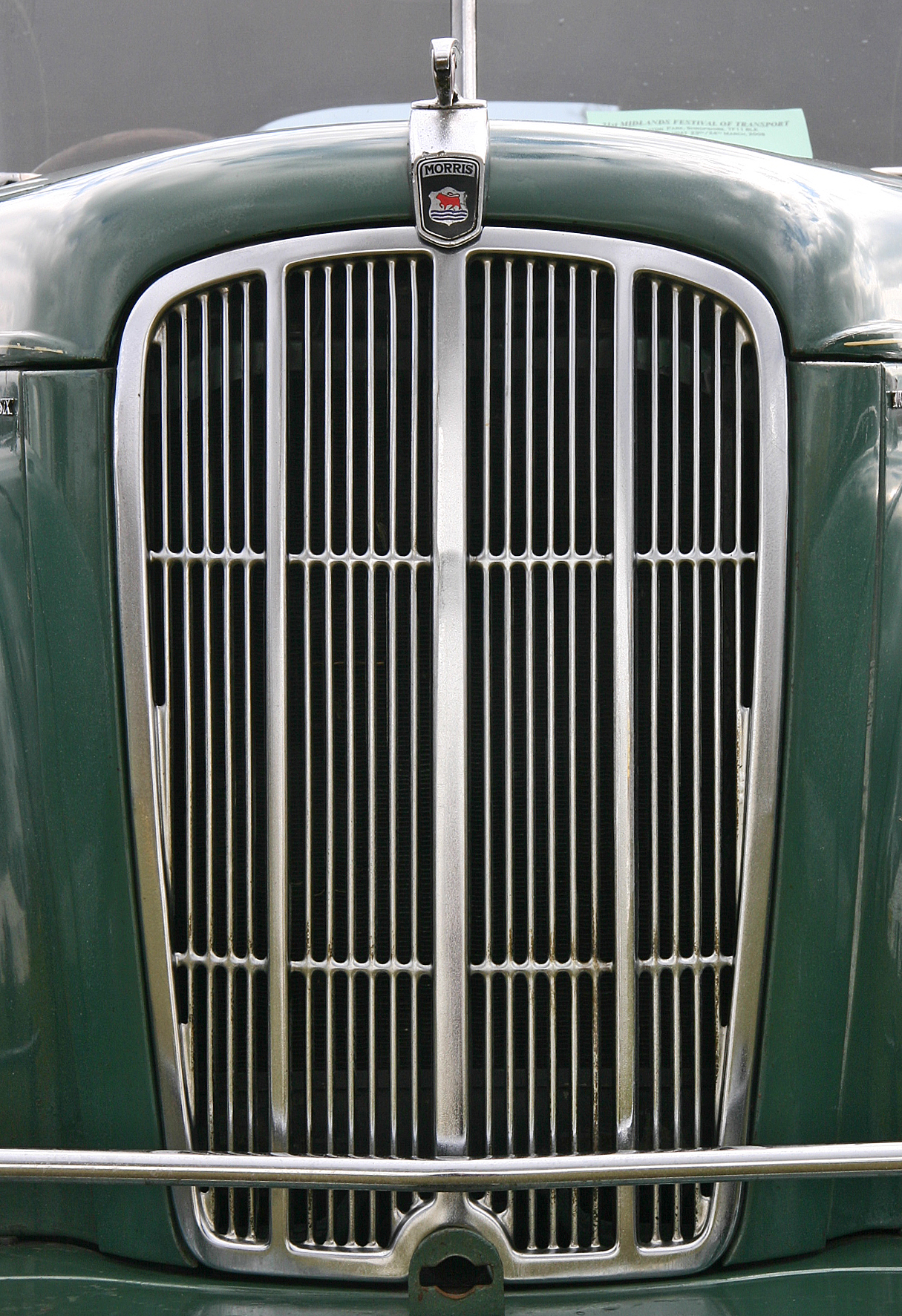